# Iñigo Díaz de Cerio Conejero
Iñigo Díaz de Cerio Conejero (Sant Sebastià, Guipúscoa, 15 de maig de 1984) és un exfutbolista basc que jugava com a davanter.

## Carrera esportiva
Va arribar a la Reial Societat juvenil procedent de l'Sporting de Herrera. Va debutar amb la Reial Societat B el 9 de febrer de 2003 en el partit Durango 2 - Reial Societat B 2. En total va jugar 87 partits, en els quals va aconseguir 41 gols. La temporada 2005-2006 va ser el màxim golejador de tots els grups de la Segona Divisió B del futbol espanyol amb un total de 26 gols, i el segon màxim realitzador de tot el futbol professional espanyol, solament superat per Samuel Eto'o.
No va ser fins al 12 de febrer de 2006 quan, de la mà de Gonzalo Arkonada, va debutar amb el primer equip de la Reial Societat, en el partit que enfrontava a la Reial Societat contra l'Atlètic de Madrid en l'estadi Vicente Calderón, partit que va finalitzar 1-0. En la següent temporada, la 2006-2007, va donar definitivament el salt a la primera plantilla de la Reial Societat on va aconseguir un total de 7 gols, que no van servir de molt al seu equip, ja que acabaria perdent la categoria.
El 8 de novembre de 2008, en un partit disputat contra la SD Eibar, va sofrir un fort cop amb el porter rival que li va suposar una fractura de terç mitjà de tèbia i peroné de cama dreta. El 27 d'abril de 2009 va confirmar la seva intenció de no renovar el contracte per la Reial Societat per a fitxar per l'Athletic Club, equip en el qual va ser presentat el dimecres 1 de juliol de 2009. El jugador estarà unit a l'entitat bilbaïna fins al 30 de juny de 2013, amb una clàusula de rescissió de 50 milions d'euros.